# Dálnice D55
Dálnice D55 (do 31. prosince 2015 rychlostní silnice R55) je dálnice, která v budoucnu povede z Olomouce do Břeclavi. K prosinci 2024 je zprovozněno sedm úseků o délce 40,579 km.

## Popis trasy dálnice
Celková délka dálnice bude 100 km a povede poblíž trasy silnice I/55. Začínat bude v Olomouci, kde se bude napojovat ze silnice I/46, a dál povede na okraj Holice, kde se bude křížit s dálnicí D35. Tento úsek je zatím veden jako silnice I/55. Od Holice bude navazovat dál do Přerova, odkud vede peážně s dálnicí D1 až na severní okraj Hulína. Zde se nachází velká dálniční křižovatka, do které se napojuje jak D55, tak dálnice D1, která odtud pokračuje západním směrem, a také dálnice D49, směřující k Fryštáku a v budoucnu přes Valašsko na Slovensko. V Hulíně se D55 odpojuje od D1 a vede k Otrokovicím, kde se kříží se silnicí I/49, která vede do Zlína. Dále vede okolo Napajedlel ke Starému Městu, kde se kříží se silnicí I/50. Odtud pak vede ke Bzenci, u něhož se kříží se silnicí I/54 a dále povede podél železnice až k Hodonínu, odkud povede dále až po okraj Břeclavi, kde se napojí na dálnici D2.

## Historie výstavby
Dálnice byla dne 10. dubna 1963 vymezena jako čtyřpruhová silnice H55. Několikrát byla výstavba této dálnice potvrzena vládními usneseními, naposledy usnesením vlády České republiky ze dne 21. července 1999.
Vůbec první se začala v únoru 2002 stavět severovýchodní část obchvatu Otrokovic, která byla zprovozněna v říjnu 2006. Roku 2008 se začaly stavět dva napojující úseky okolo Hulína, které byly zprovozněny jako rychlostní silnice na konci roku 2010.
Další úseky už byly plánovány jako dálnice. Nejdříve se od října 2018 do listopadu 2021 stavěla jihovýchodní část obchvatu Otrokovic, dále pak úseky Babice – Staré Město (od září 2020), Staré Město – Moravský Písek (od srpna 2021) a Moravský Písek – Bzenec (od září 2022), které byly zprovozněny v roce 2024. V dubnu 2023 začala výstavba úseku Olomouc–Kokory a mostu u Napajedel.

## Budoucnost výstavby
Na úsecích Napajedla–Babice a Kokory–Přerov by měly stavební práce začít v roce 2026 a jejich zprovoznění je plánováno na rok 2029. Zbylé čtyři úseky od Bzence po Břeclav se mají začít stavět v roce 2028 a ke zprovoznění má dojít postupně v letech 2031 a 2032.

## Přehled úseků
| Číslo | Úsek                          | Délka     | Kategorie           | Zahájení výstavby | Uvedení do provozu | Křižovatky                                            |
| ----- | ----------------------------- | --------- | ------------------- | ----------------- | ------------------ | ----------------------------------------------------- |
| 5501  | Olomouc–Kokory                | 7,623 km  | D25,5/120           | 04/2023           | plánováno 2025     | Velký Týnec                                           |
| 5502  | Kokory–Přerov                 | 5,96 km   | D25,5/130           | plánováno 2026    | plánováno 2029     |                                                       |
| 0135  | Hulín – Hulín-východ          | 2,7 km    | R24,5/120           | 05/2008           | 12/2010            | Hulín-východ (exit 16) Hulín (exit 17)                |
| 5503  | Hulín–Skalka                  | 10,8 km   | R24,5/120           | 07/2008           | 12/2010            |                                                       |
| 5504  | Otrokovice, SV obchvat        | 3,03 km   | R24,5/120           | 02/2002           | 10/2006            | Otrokovice-sever (exit 30)                            |
| 5505  | Otrokovice, JV obchvat        | 3,14 km   | R25,5/110           | 10/2018           | 11/2021            | Otrokovice (exit 32) Napajedla (exit 34)              |
| 5506  | Napajedla–Babice, most SO 201 | 0,495 km  | D25,5/120           | 04/2023           | plánováno 2025     |                                                       |
| 5506  | Napajedla–Babice              | 6,97 km   | D25,5/120 D25,5/130 | plánováno 2026    | plánováno 2029     | Babice                                                |
| 5507  | Babice – Staré Město          | 8,46 km   | R25,5/120           | 09/2020           | 12/2024            | Staré Město-sever (exit 47) Staré Město-jih (exit 51) |
| 5508  | Staré Město – Moravský Písek  | 8,8 km    | R25,5/120           | 08/2021           | 12/2024            | Nedakonice (exit 56)                                  |
| 5509  | Moravský Písek – Bzenec       | 4,125 km  | R25,5/120           | 09/2022           | 12/2024            | Bzenec (exit ?)                                       |
| 5510  | Bzenec – Bzenec-Přívoz        | 3,372 km  | D26/130             | plánováno 2028    | plánováno 2031     | Bzenec-Přívoz                                         |
| 5511  | Bzenec-Přívoz – Rohatec       | 10,75 km  | D26/130             | plánováno 2028    | plánováno 2031     | Bzenec-Přívoz Rohatec                                 |
| 5512  | Rohatec–Lužice                | 11,484 km | D26/130             | plánováno 2028    | plánováno 2032     | Hodonín-sever Hodonín-západ                           |
| 5513  | Lužice–Břeclav                | 11,86 km  | D26/130             | plánováno 2028    | plánováno 2032     | Mikulčice Moravská Nová Ves Břeclav                   |

## Zprovozněné výjezdy
- Exit 16 Hulín (křížení s D1 a D49)
- Exit 17 Hulín-východ
- Exit 30 Otrokovice-sever
- Exit 32 Otrokovice-jih
- Exit 34 Napajedla
- Exit 47 Staré Město-sever
- Exit 51 Staré Město-jih
- Exit 56 Nedakonice

## Základní údaje o úseku Babice - Bzenec

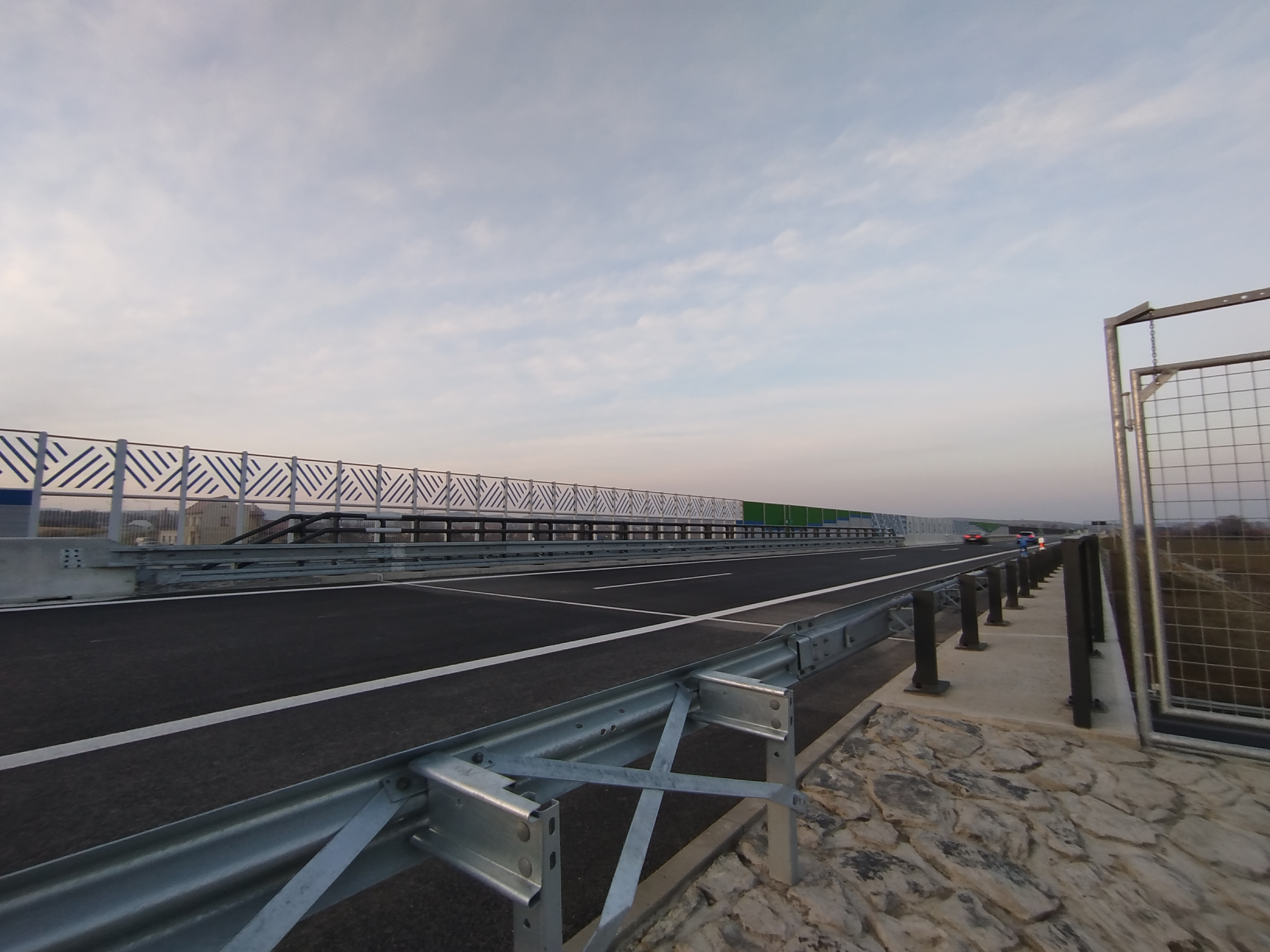
Tato fotka byla vyfocena na mostě v Huštěnovicích dálnice D55.

Trasa dálnice je vedena po severozápadním okraji nivy řeky Moravy v souběhu s již existující dopravní cestou - železničním koridorem tratě Břeclav - Přerov. Toto řešení je charakteristické pro celý tah od Olomouce až po Břeclav. Dálnice prochází urbanizovaným územím Pomoraví, kde se potkávají stavebně-rozvojově aktivity se zájmy ochrany a tvorby životního prostředí. V celém úseku od Babic do Bzence je umístěna v rovinatém, převážně nezastavěném území, využívaném k intenzivní zemědělské činnosti. Stavby 5506.3, 5507, 5508 a 5509 prochází územím Zlínského a Jihomoravského kraje. Jejich zprovozněním se dálnice prodloužila o 21,7 km. Nově budovaná trasa nahradila stávající kapacitně nevyhovující silnici 1/55. jejíž směrové, výškové a zejména šířkové uspořádání nedostatečně koresponduje s narůstající silniční dopravou.

## Slovácká dálnice – vizuální styl

Vizuální styl místní oblasti je zobrazen na protihlukové stěně, která lemuje dálnici D55 v úseku mostu u Huštěnovic.

Dálnice D55 je transnevropskou dálnicí. Význam oblasti, kterou prochází, je podtržen jejím vizuálním stylem, který odkazuje na místo, tradici a charakter regionu. Stylizované motivy krajky, výšivky nebo keramiky se propsaly i do estetiky protihlukových stěn lemujících dálnici.

## Spory o trasu silnice a dopad na životní prostředí
Dálnice byla naplánována přes Bzenec-Přívoz, kde jsou však chráněné oblasti Strážnické Pomoraví a Váté písky. Některé organizace pro ochranu přírody proto předkládají návrh, aby trasa dálnice vedla na Blatnici, Kozojídky atd., což však odmítá Ministerstvo životního prostředí.
Podle organizace Děti Země je viníkem problémů bývalé vedení ministerstva v čele s Liborem Ambrozkem, které 4. července 2006 souhlasilo s trasou přes chráněnou ptačí oblast Bzenecká Doubrava – Strážnické Pomoraví, a vedení Jihomoravského kraje v čele s Stanislavem Juránkem, které 23. září 2004 přes upozornění MŽP v územním plánu kraje ignorovalo možnou trasu D55 mimo chráněnou oblast. Evropská komise v dopise z června 2008 odmítla pokus bývalého hejtmana Zlínského kraje Libora Lukáše (ODS) zdůvodnit neposouzení alternativního řešení bez poničení chráněné oblasti.
V roce 2009 byla zveřejněna dokumentace vlivu případné stavby dálnice na životní prostředí (EIA), která však podle České společnosti ornitologické a sdružení Děti Země nebyla zpracována ve variantách. Dokumentace obsahuje pouze návrh na výstavbu dvou zahloubených tunelů délky 8,4 km v ptačí oblasti Bzenecká Doubrava – Strážnické Pomoraví, ale nikoli zbývajících 40 % trasy plánované v chráněné oblasti.